# Mericle Rock
Der Mericle Rock ist ein Nunatak im ostantarktischen Viktorialand. Er ragt inmitten des Campbell-Gletschers in einer Entfernung von rund 15 km von dessen Kopfende auf.
Der United States Geological Survey kartierte ihn anhand eigener Vermessungen und Luftaufnahmen der United States Navy aus den Jahren von 1960 bis 1964. Das Advisory Committee on Antarctic Names benannte ihn 1969 nach David Lee Mericle (1929–2010), Elektrotechniker auf der McMurdo-Station im Jahr 1967.